# Everclear
Everclear is een Amerikaanse alternatieve rock, grunge & postgrunge band, opgericht in 1991.

## Bezetting

### Huidige leden
- Art Alexakis - gitaar & zang (1992 - heden)
- Dave French - gitaar & achtergrond zang (2003 - heden)
- Freddy Herrera - basgitaar & achtergrond zang (2009 - heden)
- Brian Nolan - drums (2018 - heden)

### Voormalige leden
- Craig Montoya - basgitaar & achtergrond zang (1992 - 2003)
- Scott Cuthbert - drums, percussie & achtergrond zang (1992 - 1994)
- Greg Eklund - drums, percussie & achtergrond zang (1994 - 2003)
- Sam Hudson - basgitaar & achtergrond zang (2003 - 2009)
- Eric Bretl - drums & percussie (2003 - 2004)
- Brett Snyder - drums & percussie (2004 - 2008)
- Tommy Stewart - drums & percussie (2008 - 2009)
- Sasha Smith - toetsen & achtergrond zang (2009 - 2011)
- Johnny Hawthorn - gitaar & achtergrond zang (2009)
- Jordon Plosky - drums & percussie (2009 - 2010)
- Sean Winchester - drums & percussie (2010 - 2015)
- Josh Crawley - toetsen & achtergrond zang (2003 - 2009), (2011 - 2016)
- Jake Margolis - drums (2017)

## Discografie

### Albums
Tussen haakjes totaal aantal weken in de lijst
| Titel                                                               | Jaar | Charts           | Charts          | Charts           | Opmerkingen    |
| Titel                                                               | Jaar | NL Album Top 100 | VL Ultratop 200 | VS Billboard 200 | Opmerkingen    |
| ------------------------------------------------------------------- | ---- | ---------------- | --------------- | ---------------- | -------------- |
| Nervous & Weird                                                     | 1993 | -                | -               | -                | ep             |
| World of Noise                                                      | 1993 | -                | -               | -                | -              |
| Sparkle and Fade                                                    | 1995 | -                | -               | 25 (38wk)        | VS: platina    |
| White Trash Hell                                                    | 1997 | -                | -               | -                | ep             |
| So Much for the Afterglow                                           | 1997 | -                | -               | 33 (88wk)        | VS: 2× platina |
| Live from Toronto                                                   | 1998 | -                | -               | -                | live-ep        |
| Songs from an American Movie Vol. One: Learning How to Smile        | 2000 | -                | -               | 9 (36wk)         | VS: platina    |
| Songs from an American Movie Vol. Two: Good Time for a Bad Attitude | 2000 | -                | -               | 66 (10wk)        | -              |
| Slow Motion Daydream                                                | 2003 | -                | -               | 33 (4wk)         | -              |
| Ten Years Gone: The Best of Everclear 1994 - 2004                   | 2004 | -                | -               | 182 (1wk)        | verzamelalbum  |
| Closure                                                             | 2004 | -                | -               | -                | ep             |
| Welcome to the Drama Club                                           | 2006 | -                | -               | 169 (1wk)        | -              |
| The Best of Everclear                                               | 2006 | -                | -               | -                | verzamelalbum  |
| The Vegas Years                                                     | 2008 | -                | -               | -                | verzamelalbum  |
| In a Different Light                                                | 2009 | -                | -               | -                | -              |
| Extended Versions                                                   | 2011 | -                | -               | -                | ep             |
| Return to Santa Monica                                              | 2011 | -                | -               | -                | -              |
| Greatest Hits                                                       | 2011 | -                | -               | -                | verzamelalbum  |
| Invisible Stars                                                     | 2012 | -                | -               | 119 (1wk)        | -              |
| The Very Best of Everclear                                          | 2014 | -                | -               | -                | verzamelalbum  |
| Black Is the New Black                                              | 2015 | -                | -               | -                | -              |

### Singles
Tussen haakjes totaal aantal weken in de lijst
| Titel                              | Jaar | Charts    | Charts            | Charts         | VS Billboard Charts | VS Billboard Charts | VS Billboard Charts | VS Billboard Charts    | VS Billboard Charts | Opmerkingen                                            |
| Titel                              | Jaar | NL Top 40 | NL Single Top 100 | VL Ultratop 50 | Hot 100             | Adult Pop Songs     | Alternative Songs   | Mainstream Rock Tracks | Pop Songs           | Opmerkingen                                            |
| ---------------------------------- | ---- | --------- | ----------------- | -------------- | ------------------- | ------------------- | ------------------- | ---------------------- | ------------------- | ------------------------------------------------------ |
| Fire Maple Song                    | 1994 | -         | -                 | -              | -                   | -                   | -                   | -                      | -                   | -                                                      |
| Heroin Girl                        | 1995 | -         | -                 | -              | -                   | -                   | 34 (5wk)            | -                      | -                   | -                                                      |
| Santa Monica (Watch The World Die) | 1995 | -         | -                 | -              | -                   | -                   | 5 (29wk)            | 1 (3wk) (31wk)         | 35 (8wk)            | -                                                      |
| Heartspark Dollarsign              | 1996 | -         | -                 | -              | 85 (7wk)            | -                   | 13 (10wk)           | 29 (8wk)               | -                   | -                                                      |
| You Make Me Feel Like a Whore      | 1996 | -         | -                 | -              | -                   | -                   | -                   | -                      | -                   | -                                                      |
| Everything to Everyone             | 1997 | -         | -                 | -              | -                   | -                   | 1 (1wk) (29wk)      | 15 (19wk)              | -                   | -                                                      |
| I Will Buy You a New Life          | 1998 | -         | -                 | -              | -                   | 20 (26wk)           | 3 (27wk)            | 20 (13wk)              | 31 (10wk)           | -                                                      |
| So Much for the Afterglow          | 1998 | -         | -                 | -              | -                   | -                   | -                   | -                      | -                   | -                                                      |
| Father of Mine                     | 1998 | -         | -                 | -              | 70 (17wk)           | 23 (26wk)           | 4 (27wk)            | 29 (8wk)               | 24 (16wk)           | -                                                      |
| One Hit Wonder                     | 1999 | -         | -                 | -              | -                   | -                   | 12 (13wk)           | -                      | -                   | -                                                      |
| The Boys Are Back in Town          | 1999 | -         | -                 | -              | -                   | -                   | -                   | 40 (2wk)               | -                   | Album: Detroit Rock City Soundtrack / Thin Lizzy cover |
| Wonderful                          | 2000 | -         | -                 | -              | 11 (21wk)           | 3 (36wk)            | 3 (20wk)            | 28 (10wk)              | 13 (22wk)           | -                                                      |
| AM Radio                           | 2000 | -         | 97 (3wk)          | -              | -                   | 17 (17wk)           | 15 (9wk)            | -                      | 33 (9wk)            | -                                                      |
| When It All Goes Wrong Again       | 2000 | -         | -                 | -              | -                   | -                   | 12 (13wk)           | 10 (13wk)              | -                   | -                                                      |
| Out of My Depth                    | 2001 | -         | -                 | -              | -                   | -                   | 34 (5wk)            | -                      | -                   | -                                                      |
| Rock Star                          | 2001 | -         | -                 | -              | -                   | -                   | -                   | -                      | -                   | -                                                      |
| Brown Eyed Girl                    | 2001 | -         | -                 | -              | -                   | 26 (9wk)            | -                   | -                      | -                   | Van Morrison cover                                     |
| Volvo Driving Soccer Mom           | 2003 | -         | -                 | -              | -                   | -                   | 30 (6wk)            | -                      | -                   | -                                                      |
| The New York Times                 | 2003 | -         | -                 | -              | -                   | -                   | -                   | -                      | -                   | -                                                      |
| Hater                              | 2006 | -         | -                 | -              | -                   | -                   | -                   | -                      | -                   | -                                                      |
| Glorious                           | 2007 | -         | -                 | -              | -                   | -                   | -                   | -                      | -                   | -                                                      |
| Rich Girl                          | 2008 | -         | -                 | -              | -                   | -                   | -                   | -                      | -                   | Daryl Hall & John Oates cover                          |
| Jesus Was A Democrat               | 2008 | -         | -                 | -              | -                   | -                   | -                   | -                      | -                   | -                                                      |
| At the End of the Day              | 2009 | -         | -                 | -              | -                   | -                   | -                   | -                      | -                   | -                                                      |
| Be Careful What You Ask For        | 2012 | -         | -                 | -              | -                   | -                   | -                   | -                      | -                   | -                                                      |
| The Man Who Broke His Own Heart    | 2015 | -         | -                 | -              | -                   | -                   | -                   | -                      | -                   | -                                                      |